# والنتینو یوئل
والنتینو یوئل (انگلیسی: Valentino Yuel؛ زادهٔ ۱۲ اکتبر ۱۹۹۴) بازیکن فوتبال زاده کنیا اهل سودان جنوبی است.
وی همچنین در تیم ملی فوتبال سودان جنوبی بازی کرده‌است.